# Little Senegal (Film)
Little Senegal ist ein algerischer Spielfilm von Rachid Bouchareb aus dem Jahr 2001. Der Film war Algeriens Beitrag für den „Besten fremdsprachigen Film“ bei der Oscarverleihung 2001, wurde allerdings nicht nominiert. Außerdem wurde der Film für den Wettbewerb der Internationalen Filmfestspiele Berlin 2001 ausgewählt, ging bei der Preisvergabe jedoch leer aus.

## Handlung
Alloune ist Rentner und Witwer. Der 65-Jährige hat jahrzehntelang auf der Insel Gorée vor Dakar im Museum der Geschichte der Sklaven gearbeitet. Jetzt als Rentner erfüllt er sich einen Traum: Er reist in die USA, um die andere Seite der Geschichte der Sklaven zu sehen.
Alloune fährt nach South Carolina, wo er eine ehemalige Plantage besichtigt, die als Museum das Leben der Sklaven und Sklavenhalter dokumentiert. Sein Neffe Hassan lebt in New York City im so genannten Little Senegal, der senegalesischen Gemeinde in Harlem. Doch die Welt der Schwarzen ist für den Afrikaner genauso fremd, und plötzlich erfährt er, dass es sogar Rassismus unter Schwarzen gibt. Die US-amerikanischen Farbigen stellen sich über die Afrikaner. Er tut sich schwer, Anschluss zu finden.
Erst als Alloune seine Verwandte Ida Robinson trifft, fühlt er sich wohler. Ida betreibt einen Zeitungskiosk und bietet Alloune Arbeit an. Die agile Frau wird für Alloune zum Anschauungsbeispiel für das Leben der ehemaligen afrikanischen Sklaven im heutigen Amerika. Doch für Ida wird Alloune langsam zu aufdringlich.
Wieder zurück in Senegal besucht Alloune seinen alten Arbeitsplatz. Ein junger Museumsführer hat seine Tätigkeit übernommen und schildert den Touristen die Geschichte vom Abtransport der Sklaven nach Amerika. Der junge Mann spricht jedoch nicht mehr im betroffenen Stil Allounes, sondern versucht die Touristen mit seinen Geschichten zu unterhalten. Alloune schaut hinaus aufs Meer, dorthin wo Amerika liegt.

## Kritiken
Das Lexikon des internationalen Films bezeichnete den Film als „melancholischen Blues“, der in „fast statischen Bildern vom unterschwelligen Rassismus und den unüberwindlichen Gegensätzen der Kulturen“ erzähle. Der „poetische Film“ stelle den „‚American way of life‘ in Frage“ und finde „zugleich eine Balance zwischen starken Gefühlen und kritischer Distanz“.

## Auszeichnungen
Little Senegal wurde auf diversen Festivals ausgezeichnet:
- Mittelmeer-Filmfestival Köln 2001: Jurypreis für Rachid Bouchareb und Preis als bester Schauspieler für Sotigui Kouyaté
- Festival Internacional de Cinema de Tróia in Setúbal, Portugal 2001: Juryspezialpreis und OCIC Award
- Festival del Cinema Africano, Asien und Amerika Latina (Festival des afrikanischen, asiatischen und lateinamerikanischen Kinos) in Mailand 2001: Bester Film
- Festival international du film francophone de Namur (Internationales Filmfestival des französischsprachigen Films), Belgien 2001: Golden Bayard für besten Darsteller: Sotigui Kouyaté; Golden Bayard für besten künstlerischen Beitrag; ACCT Promotional Award
- Semana Internacional de Cine de Valladolid (Valladolid International Film Festival) 2001: FIPRESCI-Kritikerpreis
- Beirut International Film Festival 2001: Jurypreis
- France Odeon – Festival del Cinema Francese 2001: Jurypreis
- Französische Filmtage Tübingen-Stuttgart 2001: Jugendpreis
- Internationales Film Festival Innsbruck 2002: Otto Preminger Institut Award